# أحمد إبراهيم (مصارع رياضي)
أحمد إبراهيم هو مصارع رياضي مصري، ولد في 8 أبريل 1971.

## وصلات خارجية
- أحمد إبراهيم على موقع أوليمبيديا (الإنجليزية)